# Szczyt NATO w Pradze 2002
Szczyt NATO w Pradze w 2002 – 19. szczyt NATO, zorganizowany w Pradze w Czechach w dniach 21–22 listopada 2002.
Był to pierwszy szczyt NATO w dawnym kraju członkowskim Układu Warszawskiego i pierwszy szczyt po atakach z 11 września. W jego trakcie do członkostwa w Pakcie zaproszono siedem państw byłego bloku wschodniego.
W Pradze odbyły się także spotkania Rady NATO-Rosja oraz Komisji NATO-Ukraina na szczeblu ministrów spraw zagranicznych oraz posiedzenie Rady Partnerstwa Euroatlantyckiego (EAPC).

## Rezultat szczytu
W czasie szczytu w Pradze, 21 listopada 2002 państwa członkowskie NATO przyjęły "Deklarację Szczytu Praskiego", która zawierała główne postanowienia szczytu:
- zaproszenie siedmiu państw: Bułgarii, Estonii, Łotwy, Litwy, Rumunii, Słowacji i Słowenii do członkostwa w Sojuszu. Podpisanie Protokołów Akcesyjnych z tymi państwami do końca marca 2003 i ich wstąpienie do NATO najpóźniej na kolejnym szczycie w maju 2004.
- potwierdzenie zasady „otwartych drzwi” do NATO dla „europejskich demokracji, zdolnych przyjąć na siebie odpowiedzialność i obowiązki wynikające z członkostwa”
- zapewnienie o perspektywie członkostwa dla Albanii, Chorwacji i Macedonii.
- rozpoczęcie Indywidualnego Planu Działań na rzecz Partnerstwa (IPAP, Individual Partnership Action Plan)[2].
- utworzenie Sił Odpowiedzi NATO (NATO Response Force, NRF), z pełną zdolnością operacyjną w październiku 2006.
- reforma dowództwa wojskowego NATO
- przyjęcie Zobowiązań Praskich w sprawie Zdolności Wojskowych (Prague Capabilities Commitment, PCC), w celu polepszenia zdolności do obrony przed atakiem chemicznym, biologicznym, radiologicznym i nuklearnym.
- przyjęcie Koncepcji Wojskowej Obrony przed Terroryzmem
- wzmocnienie zdolności Sojuszu do obrony przed atakami cybernetycznymi
- decyzja o wspieraniu państw członkowskich NATO w misji w Afganistanie (ISAF)

Państwa członkowskie przyjęły również "Oświadczenie w sprawie Iraku", w którym wyraziły poparcie dla rezolucji nr 1441 Rady Bezpieczeństwa ONZ (która dawała Irakowi 30 dni na ostatecznie zastosowanie się do wcześniejszych rezolucji ONZ, a w szczególności przedstawienie dowodów zniszczenia zapasów broni masowego rażenia i dopuszczenie inspektorów ONZ do wszystkich obiektów na terenie Iraku) i wezwały Irak do „bezwarunkowego i natychmiastowego przyjęcia powyższej rezolucji oraz wszystkich poprzednich rezolucji Rady Bezpieczeństwa ONZ”.
W trakcie posiedzenia EAPC przyjęto „Plan działań Partnerstwa Przeciw Terroryzmowi”. W trakcie spotkania Komisji NATO-Ukraina przyjęto „Plan Działań NATO-Ukraina”.